# Lakewood (Illinois)
Lakewood és una vila dels Estats Units a l'estat d'Illinois. Segons el cens del 2000 tenia 2.337 habitants.

## Demografia
Segons el cens del 2000, Lakewood tenia 2.337 habitants, 815 habitatges, i 705 famílies. La densitat de població era de 292 habitants/km².
Dels 815 habitatges en un 39% hi vivien nens de menys de 18 anys, en un 80,5% hi vivien parelles casades, en un 5,4% dones solteres, i en un 13,4% no eren unitats familiars. En l'11,5% dels habitatges hi vivien persones soles el 4,8% de les quals corresponia a persones de 65 anys o més que vivien soles. El nombre mitjà de persones vivint en cada habitatge era de 2,87 i el nombre mitjà de persones que vivien en cada família era de 3,09.
Per edats la població es repartia de la següent manera: un 27,3% tenia menys de 18 anys, un 4,6% entre 18 i 24, un 26,2% entre 25 i 44, un 31,8% de 45 a 60 i un 10,1% 65 anys o més.
L'edat mediana era de 41 anys. Per cada 100 dones de 18 o més anys hi havia 93,5 homes.
La renda mediana per habitatge era de 111.172 $ i la renda mediana per família de 116.893 $. Els homes tenien una renda mediana de 89.749 $ mentre que les dones 40.341 $. La renda per capita de la població era de 44.579 $. Aproximadament l'1,1% de les famílies i l'1,7% de la població estaven per davall del llindar de pobresa.

## Poblacions properes
El següent diagrama mostra les poblacions més properes.